# August Kiuru
August Kiuru (n. 12 iulie 1922, Sakkola⁠(d), Finlanda – d. 23 februarie 2009, Hartola, Etelä-Suomen lääni, Finlanda) a fost un schior de fond ce a reprezentat Finlanda, medaliat olimpic. A participat la 2 ediții ale Jocurilor Olimpice (1948, 1956) în care a câștigat două medalii de argint.